# Mamaia
Mamaia és un complex turístic a la costa romanesa del mar Negre i un districte de Constanța.
Considerat com el complex turístic més popular de Romania, Mamaia es troba immediatament al nord-est del centre de la ciutat de Constanța. Gairebé no té residents a temps complet, essent poblat principalment durant l'estiu.
Mamaia es troba en una franja de terra 8 km de llargada i només 300 m d'amplada, entre el mar Negre i el llac Siutghiol.
La temporada de platja es troba en el seu millor moment entre mitjans de juny i principis de setembre, quan les temperatures mitjanes diürnes oscil·len entre els 25 i 30 °C (77 i 86 °F). L'aigua es manté calenta fins a mitjans de la tardor.
Els hotels van des de la gamma mitjana fins a exclusius hotels de 4 i 5 estrelles i clubs privats. També hi ha càmpings al nord.
L'11a reunió dels caps d'estat d'Europa central va tenir lloc a Mamaia del 27 al 28 de maig de 2004.

## Galeria

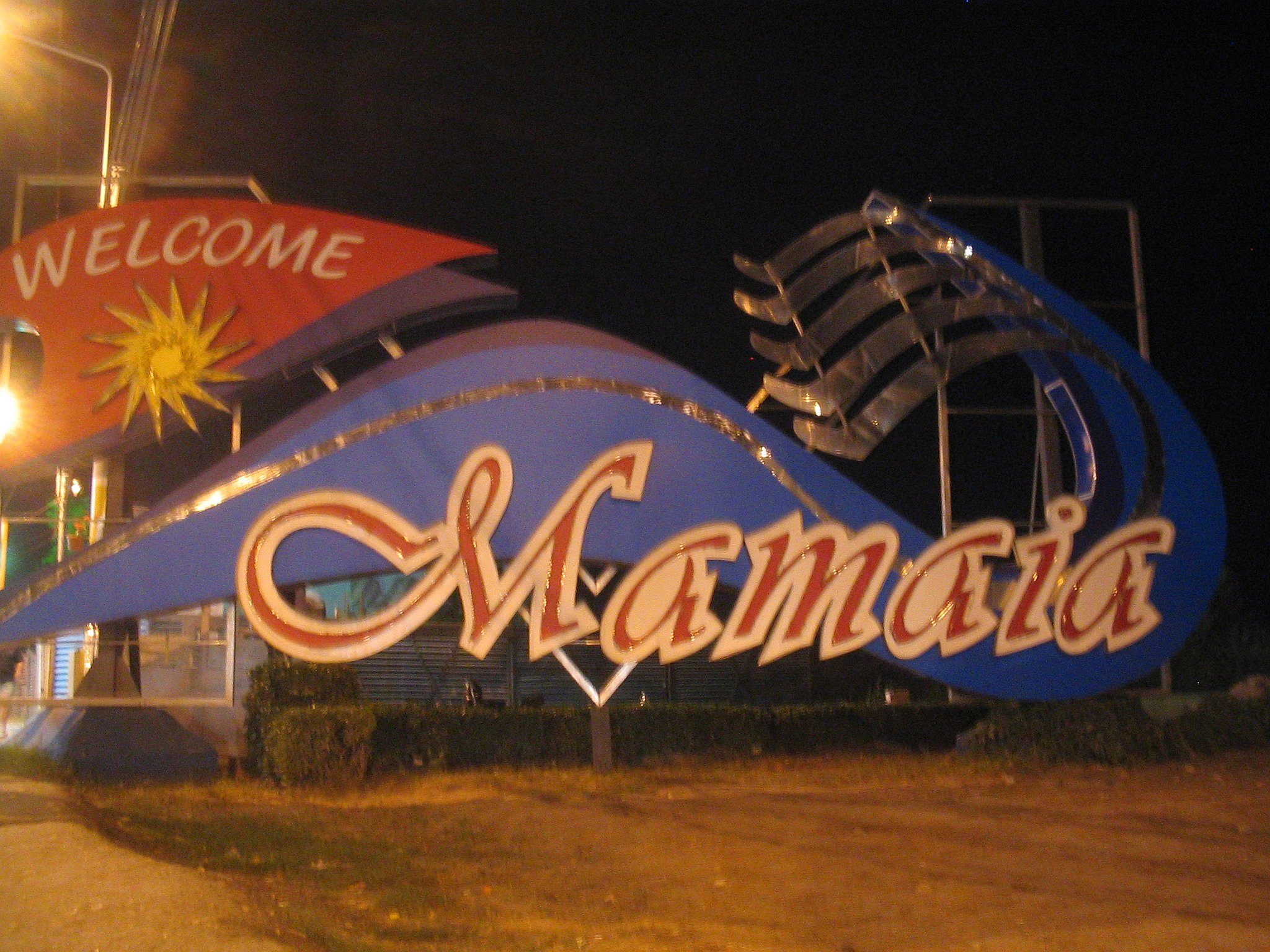
Cartell de benvinguda de Mamaia
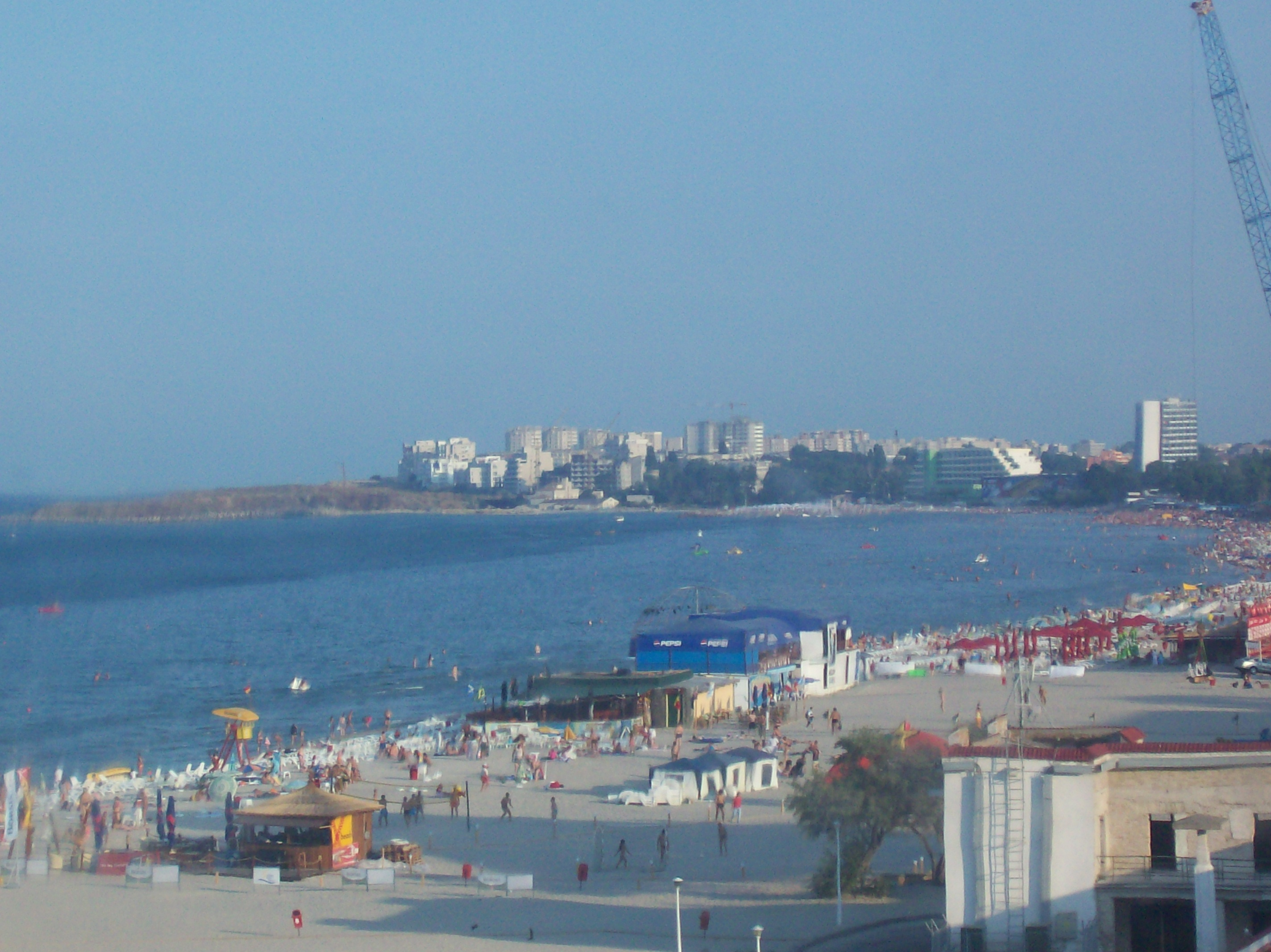
platja (1)
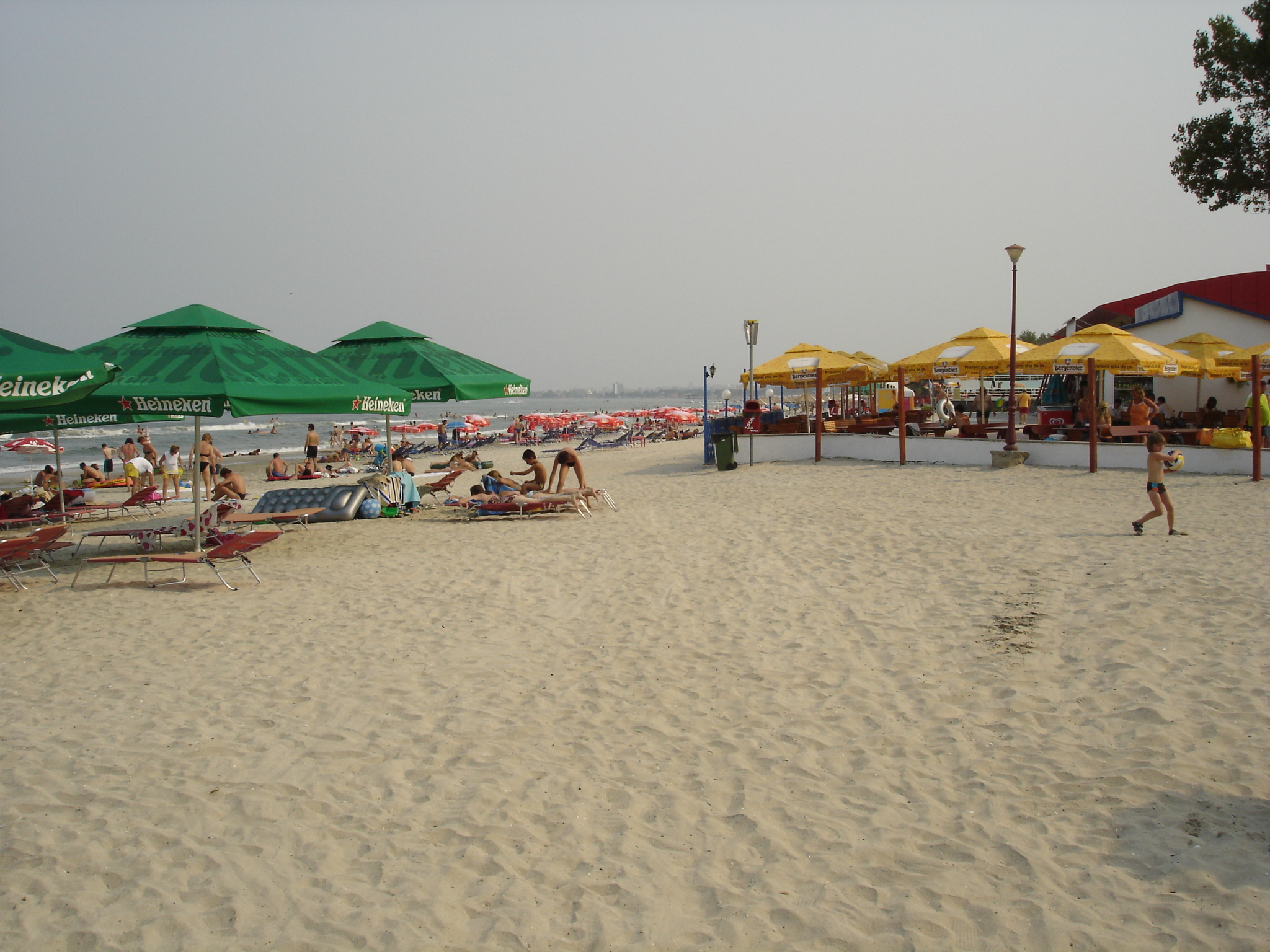
platja (2)
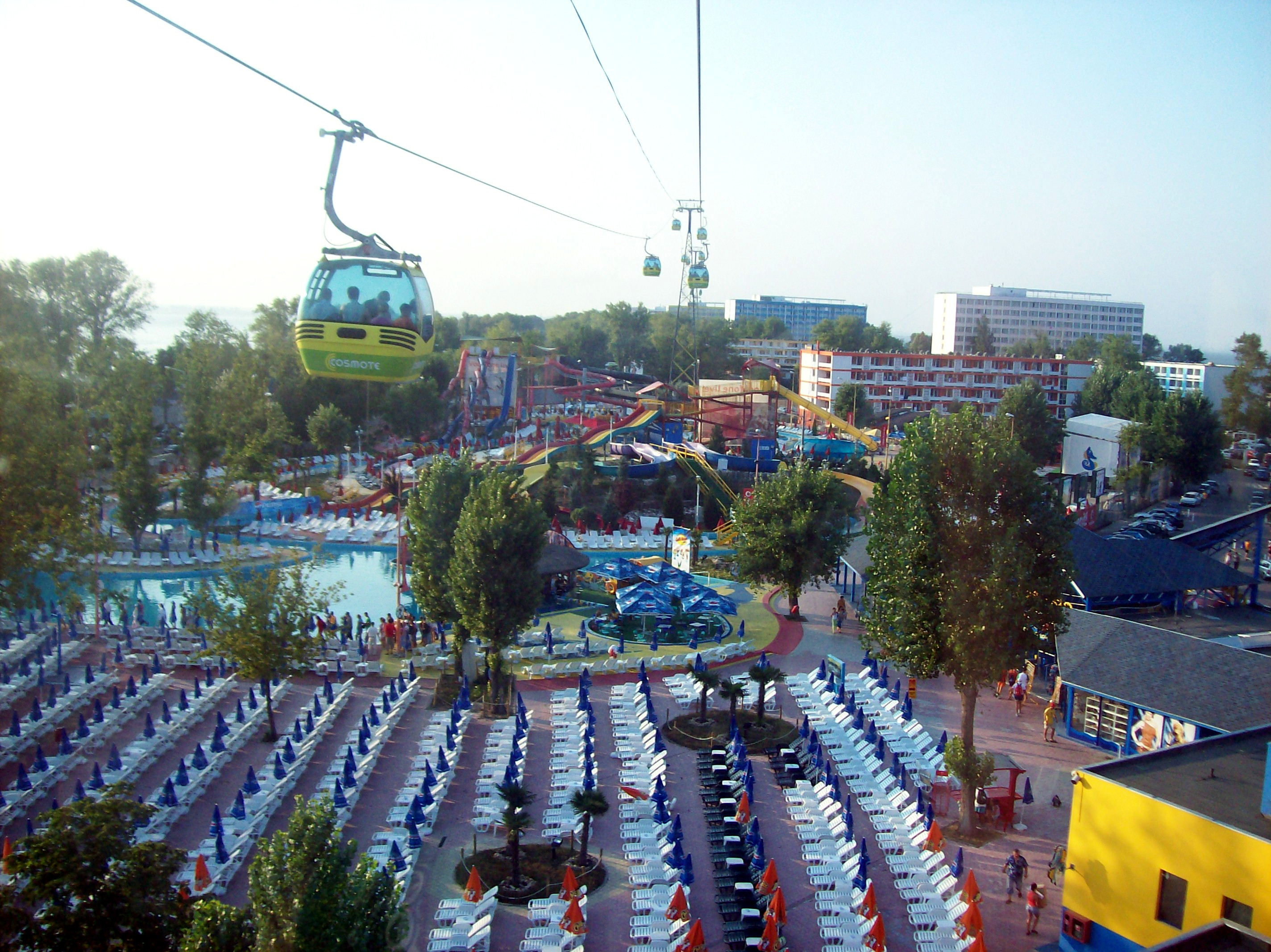
Aqua Magic
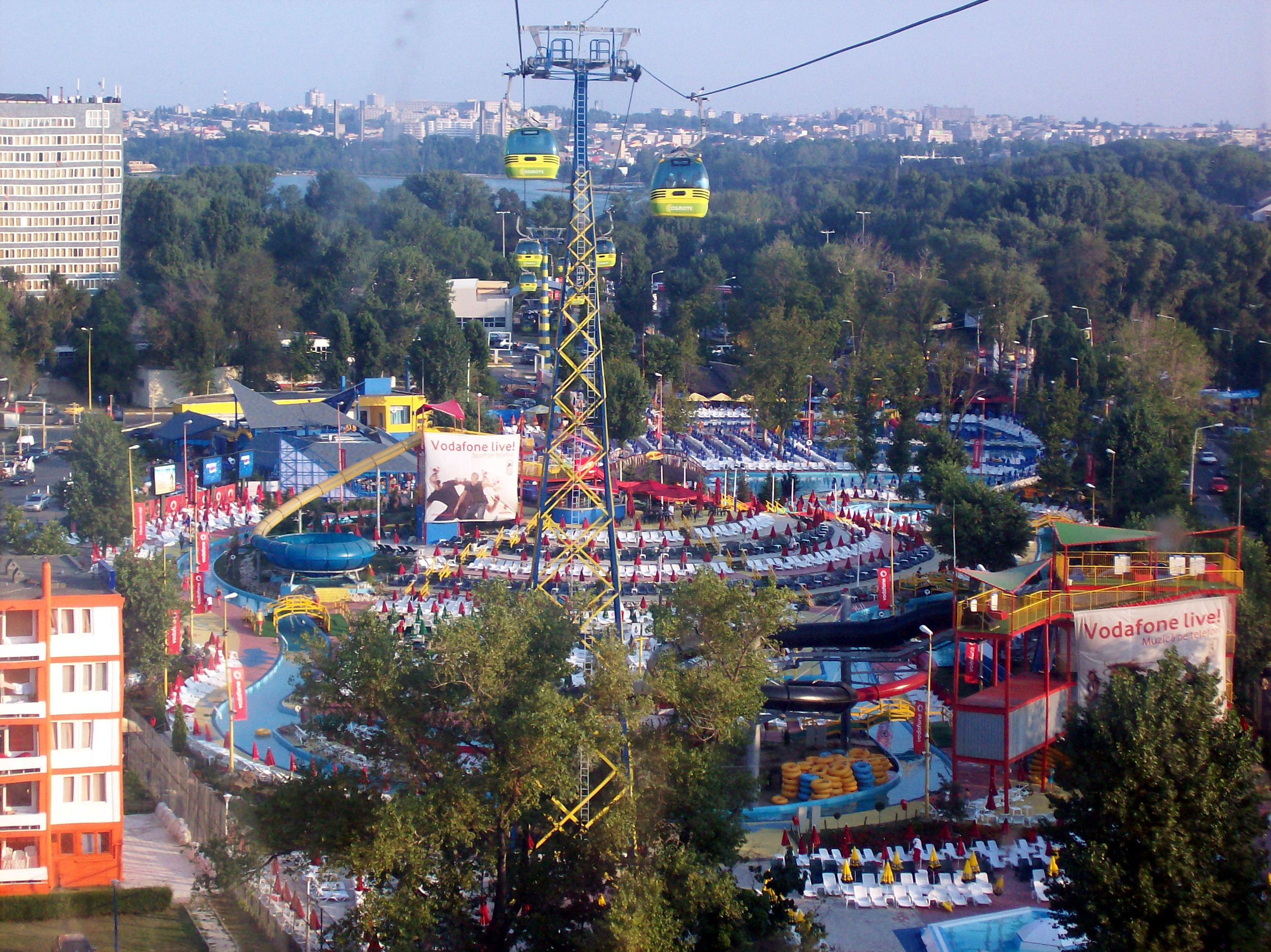
Gondola
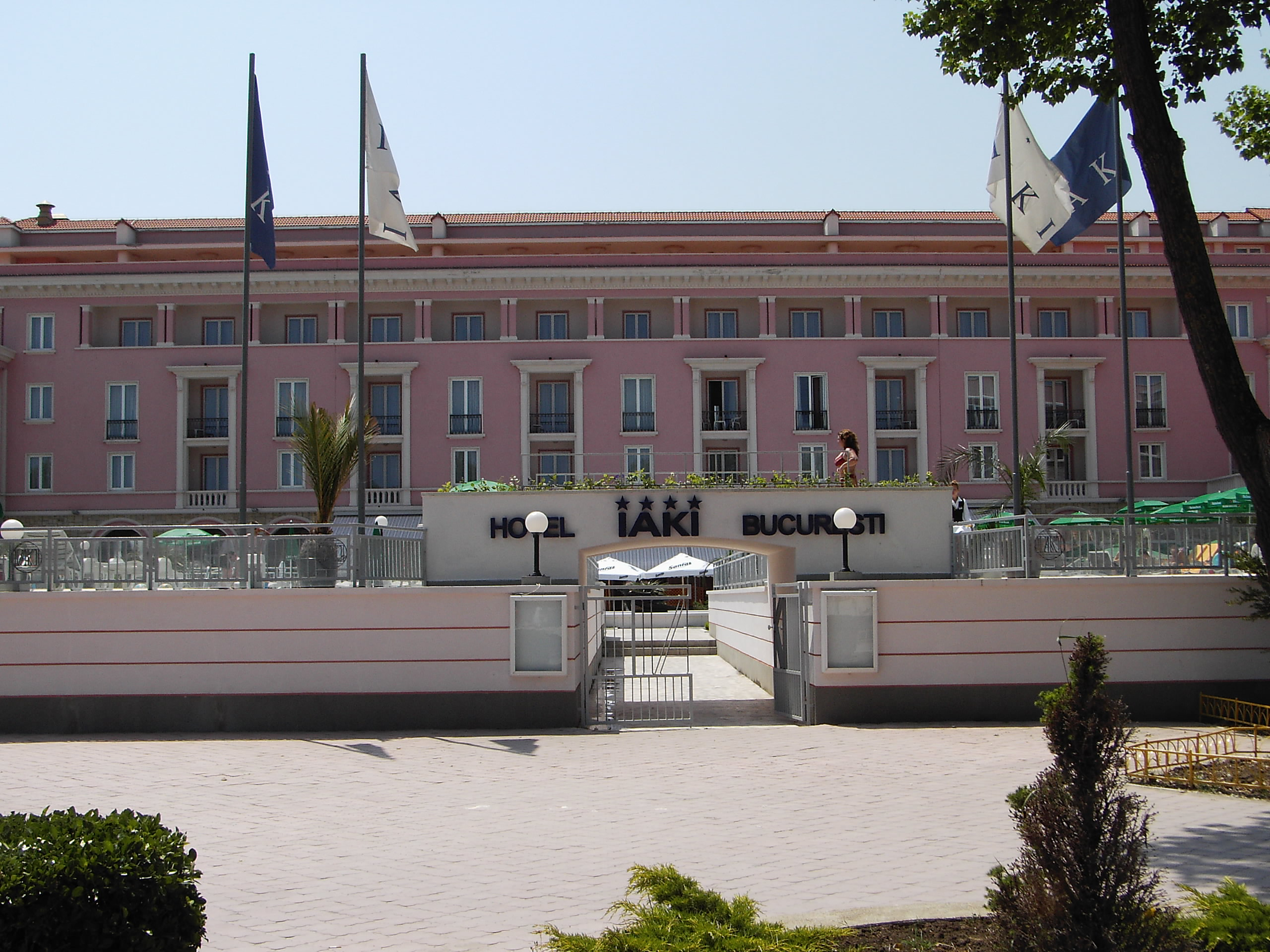
Hotel Iaki
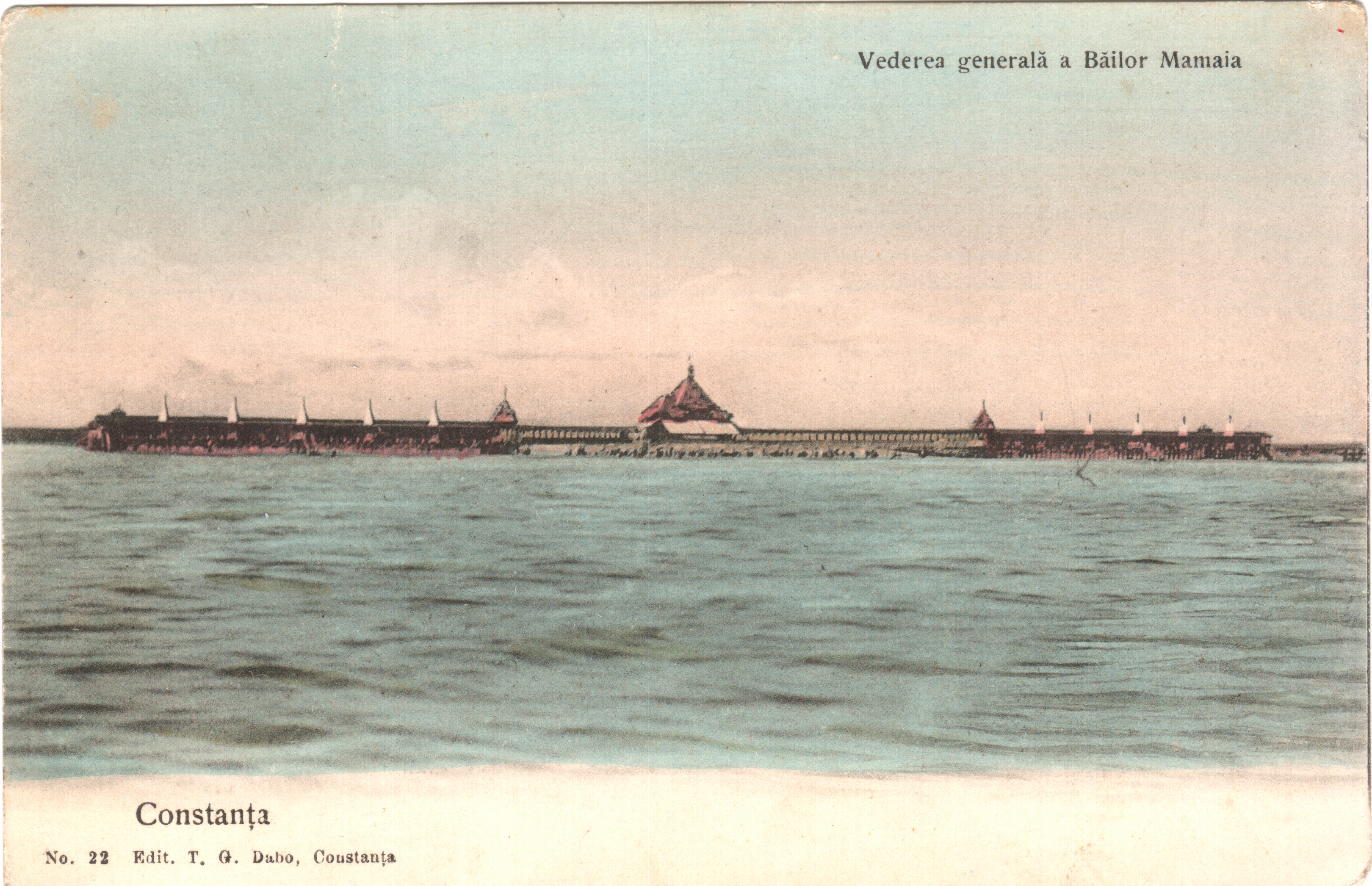
Casa de platja - 1916